# Strada statale 267 del Cilento
La ex strada statale 267 del Cilento (SS 267), ora strada regionale 267/a Innesto SS 18 (Agropoli)-Innesto SP 430 (Svincolo Agropoli Nord)-Innesto SP 278 (SR 267/a) tra Ogliastro Cilento e Agropoli, strada regionale 267/b Agropoli (Ospedale Civile)-Innesto SP 430 (Svincolo Agropoli Sud)-Innesto SP 15 (San Pietro)-Innesto SP 237 (Sant'Andrea) (SR 267/b) tra Agropoli e Santa Maria di Castellabate, strada regionale 267/c Innesto SP 237 (Sant'Andrea)-Bivio Montecorice-Bivio Agnone-Innesto SP 15 (Acciaroli) (SR 267/c) tra Santa Maria di Castellabate e Acciaroli, strada regionale 267/d Innesto SP 15 (Acciaroli)-Innesto SP 161 (Casalvelino Marina) (SR 267/d) tra Acciaroli e Marina di Casal Velino e strada regionale 267/e Innesto SP 161 (Casalvelino Marina)-Innesto SR 447 (Casalvelino Scalo)-Innesto SS 18 (Vallo Scalo) (SR 267/e) tra Marina di Casal Velino e Vallo Scalo, è una strada regionale italiana che attraversa il territorio omonimo.

## Percorso
La strada ha origine dall'innesto con la strada statale 18 Tirrena Inferiore nei pressi della stazione di Ogliastro Cilento. Il tracciato prosegue verso la costa attraversando da nord a sud il centro abitato di Agropoli e proseguendo nella medesima direzione costeggiando il monte Tresino ad est. La strada devia quindi verso sud-ovest raggiungendo Santa Maria di Castellabate e prosegue riallantonandosi dalla costa per aggirare il monte Licosa ad est. A questo punto la strada si riavvicina al litorale attraversando le località di Case del Conte ed Agnone Cilento nel comune di Montecorice.
La strada entra nel territorio comunale di San Mauro Cilento e poi in quello di Pollica dove attraversa le località di Acciaroli e Pioppi. Entrato nel territorio del comune di Casal Velino, viene attraversata la località di Marina di Casal Velino per puntare poi verso l'entroterra dove all'altezza di Casal Velino Scalo incrocia la ex strada statale 447 di Palinuro ed infine si innesta poco più a nord sulla strada statale 18 Tirrena Inferiore presso Vallo Scalo.
In seguito al decreto legislativo n. 112 del 1998, dal 17 ottobre 2001 la gestione è passata dall'ANAS alla Regione Campania, che nella stessa data ha ulteriormente devoluto le competenze alla Provincia di Salerno.